# Paul Dissemond

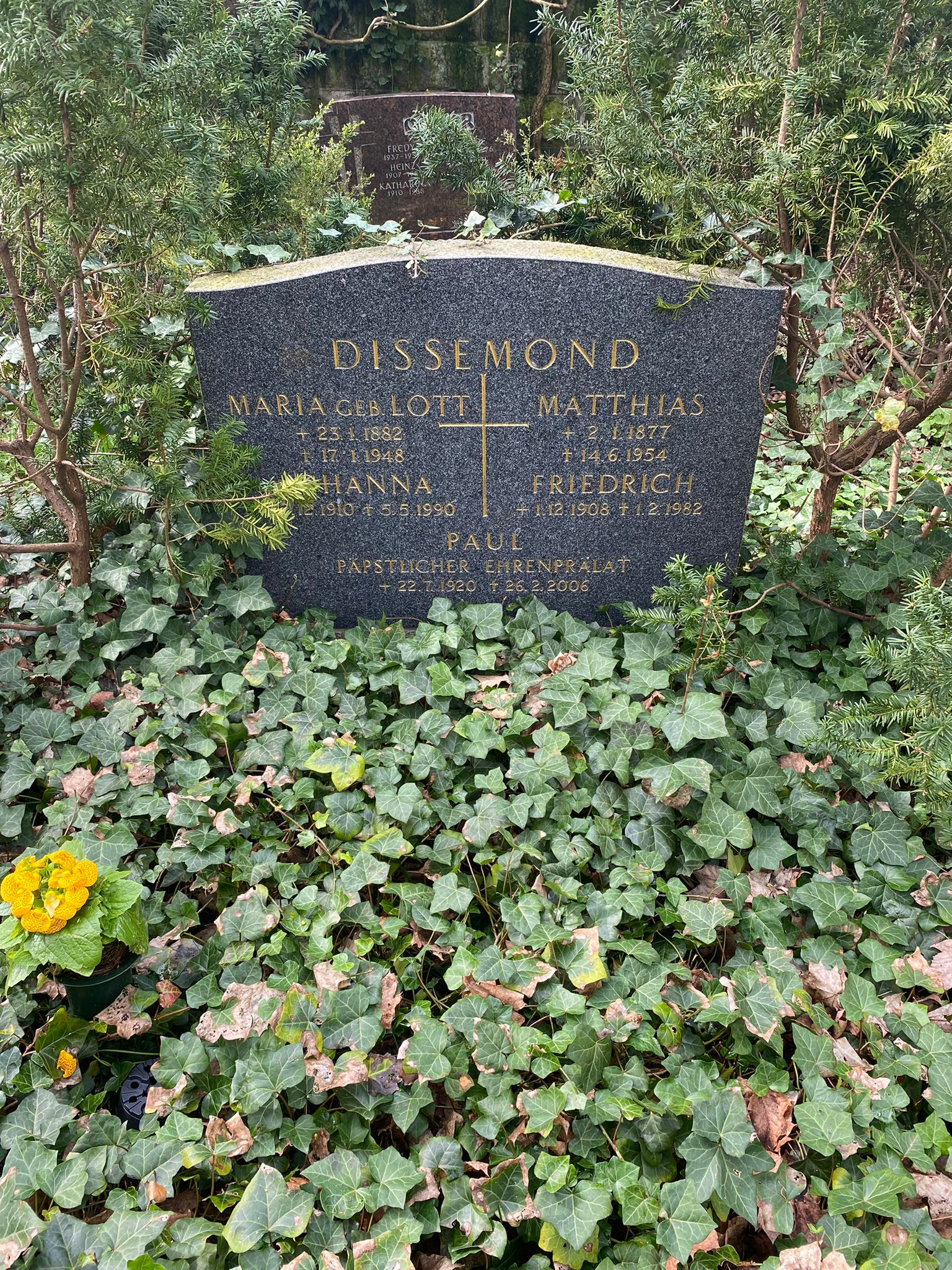
Grabstätte auf dem Friedhof Lilienthalstraße

Paul Dissemond (* 22. Juli 1920 in Berlin; † 26. Februar 2006 ebenda) war ein katholischer Priester und Generalsekretär der Berliner Bischofskonferenz.

## Leben
Paul Dissemond empfing nach dem Studium der Philosophie und Katholischen Theologie in Breslau und Fulda 1948 das Sakrament der Priesterweihe und war anschließend bis 1961 Kaplan in Oberufhausen, Bergen auf Rügen und Berlin. Von 1962 bis 1968 war er Akademikerseelsorger im Bistum Berlin und zusätzlich von 1966 bis 1994 Mitglied im Geistlichen Rat des Diözese. Ab 1968 war er zunächst Sekretär, ab 1985 Generalsekretär der Berliner Bischofskonferenz. 1969 Mitbegründer der Katholischen Weltbibelföderation (WCFBA). Papst Paul VI. verlieh ihm am 10. Dezember 1973 den Titel Päpstlicher Ehrenprälat. Von 1974 bis 1987 arbeitete Dissemond außerdem als Beauftragter der Berliner Bischofskonferenz für Verhandlungen mit dem Ministerium für Staatssicherheit (MfS), von dem er – nach eigenen Angaben ohne sein Wissen – als Inoffizieller Mitarbeiter („Peter“) geführt wurde. Von 1973 bis 1986 war Dissemond Ständiger Stellvertreter des Berliner Generalvikars sowie bis zu seinem Eintritt in den Ruhestand 1994 Cancellarius Curiae im Bischöflichen Ordinariat Berlin.
Paul Dissemond verstarb am 26. Februar 2006 in Berlin nach kurzer schwerer Krankheit. Seine letzte Ruhestätte fand er auf dem Friedhof Lilienthalstraße. 

## Schriften
- Das Buch der Bücher, Leipzig 1959, 2. Auflage 1962
- Gottesbild – Menschenbild, Leipzig 1959
- Paulus und seine Zeit, Leipzig 1963